# Matilde Cherner
Matilde Cherner (Salamanca, 1833-Madrid, 1880) va ser una escriptora espanyola que amb el pseudònim de Rafael Luna, va publicar les novel·les: Las tres leyes, Ocaso y aurora (1878), María Magdalena, Novelas que parecen dramas (1878); així com nombrosos treballs crítics. Per al teatre va escriure també algunes obres, destacant les titulades Don Carlos de Austria i La Cruz comunicats y polèmiques, per assegurar l'autora que havien estat rebutjats per posar en escena El haz de leña de Gaspar Núñez de Arce i Don Rodrigo de Laserna, d'anàlegs assumptes als tractats per ella en les seves obres. També va ser autora d'un notable Juicio crítico sobre les Novelas ejemplares de Cervantes. Va col·laborar en la revista madrilenya La Ilustración de la Mujer,així com en La Ilustración Republicana Federal.
Ha estat descrita com una dona «d'idees progressistes i de clares i marcades conviccions polítiques» i una «republicana federal convençuda».
Va morir al seu domicili madrileny del carrer de la Palma número 21, a causa d'un aneurisma, segons l'informe oficial, el 15 d'agost de 1880.